# Arman Adamián
Arman Azátovich Adamián (en ruso: Арман Азатович Адамян; 14 de febrero de 1997) es un deportista ruso de origen armenio que compite en judo.
Ganó dos medallas en el Campeonato Mundial de Judo, en los años 2023 y 2025, y dos medallas en el Campeonato Europeo de Judo, en los años 2019 y 2020.
En los Juegos Europeos de Minsk 2019 obtuvo una medalla de oro en la categoría de –100 kg.

## Palmarés internacional
| Campeonato Mundial | Campeonato Mundial      | Campeonato Mundial | Campeonato Mundial |
| Año                | Lugar                   | Medalla            | Categoría          |
| ------------------ | ----------------------- | ------------------ | ------------------ |
| 2023               | Doha (Catar)            | Medalla de oro     | –100 kg            |
| 2025               | Budapest (Hungría)      | Medalla de bronce  | –100 kg            |
| Juegos Europeos    |                         |                    |                    |
| Año                | Lugar                   | Medalla            | Categoría          |
| 2019               | Minsk (Bielorrusia)     | Medalla de oro     | –100 kg            |
| Campeonato Europeo |                         |                    |                    |
| Año                | Lugar                   | Medalla            | Categoría          |
| 2019               | Minsk (Bielorrusia)     | Medalla de oro     | –100 kg            |
| 2020               | Praga (República Checa) | Medalla de plata   | –100 kg            |